# Thymoites chickeringi
Thymoites chickeringi là một loài nhện trong họ Theridiidae.
Loài này thuộc chi Thymoites. Thymoites chickeringi được Herbert Walter Levi miêu tả năm 1959.